# Viafree
Viafree var namnet på Viasats reklamfinansierade onlinetjänst som erbjöd TV-serier via video on demand i Danmark, Norge och Sverige och senare även i Finland. Program som visades där var bland annat Unga mammor och Lyxfällan med mera.

## Historik
Viafree lanserades den 15 augusti 2016, och bestod då främst av TV-serier. Genom att MTG lanserade Viafree, ersattes de tidigare play-tjänsterna TV3 Play, TV6 Play, TV8 Play och TV10 Play. Tjänsten var tillgänglig via webb, mobilappar på IOS (Iphone/Ipad) och Android samt via Chromecast (IOS/Android) och Airplay (IOS).  Den 26 maj 2022 lades Viafree ner. En del av innehållet flyttades över till den nylanserade streamingtjänsten Pluto TV.